# Ola Afolabi
Ola Afolabi (ur. 15 marca 1980 w Londynie) – brytyjski bokser, występujący w kategorii junior ciężkiej, były mistrz świata federacji WBO.

## Kariera zawodowa
14 lutego 2002 roku Ola Afolabi zadebiutował w boksie zawodowym. Po czterech rundach zremisował z Gerardem Barberem.
12 kwietnia 2008 Afolabi pokonał w 10 rundzie przez techniczny nokaut Erica Fieldsa, zdobywając wakujący pas WBO NABO.
14 marca 2009 w pojedynku z Enzo Maccarinellim zmierzył się o tymczasowy tytuł Mistrza Świata federacji WBO w kategorii junior ciężkiej. W 9 rundzie przez nokaut zwyciężył Ola Afolabi.
5 grudnia 2009 Afolabi stoczył pojedynek z Markiem Huckiem o mistrzowski pas federacji WBO. Po dwunastu rundach wygrał jednogłośnie na punkty Huck stosunkiem głosów 115:113, 116:112 i 115:113.
19 marca 2011 Ola Afolabi zdobył wakujący interkontynentalny pas WBO, zwyciężając w 5 rundzie Lubosa Sudę.
10 września 2011 wystąpił na gali we Wrocławiu, gdzie głównym pojedynkiem była walka Witalija Kłyczki z Tomaszem Adamkiem. Brytyjczyk zmierzył się z Polakiem Łukaszem Rusiewiczem, pokonując go jednogłośnie na punkty po ośmiu rundach.
3 marca 2012 zmierzył się z Walerijem Brudowem, pokonując go przez techniczny nokaut w piątej rundzie oraz zdobywając tymczasowe mistrzostwo WBO w wadze junior ciężkiej.
5 maja 2012 po raz drugi stoczył pojedynek z Markiem Huckiem. Po emocjonującej i wyrównanej walce sędziowie orzekli remis stosunkiem 115:113 na korzyść Hucka oraz dwukrotnie 114:114. Stawką pojedynku był tytuł Mistrza Świata federacji WBO w kategorii junior ciężkiej.
8 czerwca 2013 stoczył trzecią walkę z mistrzem świata WBO Markiem Huckiem. Po dwunastu rundach sędziowie wskazali zwycięstwo Hucka stosunkiem 117:111, 115:113 oraz 114:114.
2 listopada 2013 w pojedynku o wakujący tytuł Mistrza Świata federacji IBO zmierzył się z Polakiem Łukaszem Janikiem. Po 12-rundowym pojedynku sędziowie orzekli wygraną Brytyjczyka stosunkiem dwa do remisu (114:114, 117:111 i 115:113).
26 lipca 2014 pokonał przez RTD w trzeciej rundzie Amerykanina Anthony'ego Caputo Smitha (15-3-0).
10 kwietnia 2015 w Buenos Aires przegrał jednogłośnie na punkty 111:115, 111:115 i 111:116 z Argentyńczykiem Victorem Emilio Ramirezem (22-2, 17 KO). Stawką pojedynku był tytuł federacji IBF w wersji tymczasowej.
4 listopada 2015 w Kazaniu wygrał w walce o mistrzostwo świata organizacji IBO oraz eliminatorze do walki o mistrzostwo świata federacji IBF, przez nokaut w piątej rundzie z Rosjaninem Rachimem Czachkijewem (26-2-0, 18 KO).
27 lutego 2016 w Halle przegrał przez techniczny nokaut w 10. rundzie z Markiem Huckiem, tracąc tytuł mistrza świata organizacji IBO.